# Bradford Parkinson
Bradford Parkinson (né le 16 février 1935 à Madison dans le Wisconsin) est un ingénieur aéronautique et colonel de l'United States Air Force, principalement connu pour être l'un des pères du système de positionnement GPS (avec Roger L. Easton et Ivan A. Getting).

## Biographie
Parkinson commence ses études à l'Académie navale d'Annapolis, dont il est diplômé en 1957, mais il décide ensuite de rejoindre l'US Air Force qui offre de meilleures perspectives d'études supérieures. Il fait ensuite un master en aéronautique au Massachusetts Institute of Technology qu'il obtient en 1961. Après plusieurs années dans l'armée de l'air, il fait son doctorat à l'université Stanford et obtient le PhD en 1966.
Il est directeur du programme de développement NAVSTAR GPS de 1973 jusqu'à sa retraite de l'armée de l'air en 1978. Il devient professeur à l'université Stanford en 1984 et est aujourd'hui professeur émérite.